# Liste des sénateurs du Mexique
 (janvier 2015).
Cet article donne la liste des sénateurs de la LXIe législature du Mexique, qui a duré du 1er septembre 2009 au 31 août 2012.

## Organisation
| \| Parti \| Parti \| Total \| \| ------------ \| ------------------------------------------ \| ----- \| \| 1 \| Parti Révolutionnaire Institutionnel (PRI) \| 33 \| \| 2 \| Parti Action Nationale (PAN) \| 50 \| \| 3 \| Parti de la Révolution Démocratique (PRD) \| 25 \| \| 4 \| Parti Vert Écologiste du Mexique (PVE) \| 6 \| \| 5 \| Parti du Travail (PT) \| 5 \| \| 7 \| Parti Convergence (CON) \| 6 \| \| Indépendants \| Indépendants \| 3 \| \| Total \| Total \| 128 \| | - Salifou massaoudou ( - Vice-Présidents - Francisco Agustín Arroyo Vieyra () - Ricardo Francisco García Cervantes () - Arturo Núñez Jiménez () - Secrétaires - Renán Cleominio Zoreda Novelo () - Adrián Rivera Pérez () - Arturo Herviz Reyes () - Martha Leticia Sosa Govea () - Ludivina Menchaca Castellanos (PVEM) - Francisco Xavier Berganza Escorza (CON) |       |
| Parti | Parti | Total |
| 1 | Parti Révolutionnaire Institutionnel (PRI) | 33    |
| 2 | Parti Action Nationale (PAN) | 50    |
| 3 | Parti de la Révolution Démocratique (PRD) | 25    |
| 4 | Parti Vert Écologiste du Mexique (PVE) | 6     |
| 5 | Parti du Travail (PT) | 5     |
| 7 | Parti Convergence (CON) | 6     |
| Indépendants | Indépendants | 3     |
| Total | Total | 128   |

### Liste des sénateurs par ordre alphabétique
| - Aguascalientes - Felipe González González () - Rubén Camarillo Ortega () - Norma Esparza Herrera () - Basse-Californie - Alejandro González Alcocer () - Jaime Rafael Díaz Ochoa () - Fernando Jorge Castro Trenti () - Basse-Californie du Sud - Luis A Coppola Joffroy () - Josefina Cota Cota () - Francisco Javier Obregón Espinoza (PT) - Campeche - Sebastián Calderón Centeno () - Carmen Guadalupe Fonz Sáenz () - Rafael Alejandro Moreno Cárdenas () - Chiapas - María Elena Orantes López () - Rubén Fernando Velázquez López () - Manuel Velasco Coello (PVEM) - Chihuahua - Gustavo Enrique Madero Muñoz () - Ramón Galindo Noriega () - Fernando Baeza Meléndez () - Coahuila - Ernesto Saro Boardman () - Jesús María Ramón Valdes () - Colima - Martha Leticia Sosa Govea () - Jesús Dueñas Llerenas () - Rogelio Humberto Rueda Sánchez () - District fédéral - Federico Döring Casar () - Pablo Gómez Álvarez () - René Arce () | - Durango - Rodolfo Dorador Pérez Gavilán () - Andrés Galván Rivas () - Ricardo Fidel Pacheco Rodríguez () - Guanajuato - Humberto Andrade Quezada () - Luis Alberto Villarreal García () - Francisco Agustín Arroyo Vieyra () - Guerrero - Antelmo Alvarado García () - David Jiménez Rumbo () - Julio César Aguirre Méndez () - Hidalgo - Jesús Murillo Karam () - José Guadarrama Márquez () - Francisco Xavier Berganza Escorza (CON) - Jalisco - Alberto Cárdenas Jiménez () - Héctor Pérez Plazola () - Ramiro Hernández García () - Mexico - Ulises Ramírez Núñez () - Yeidckol Polevnsky Gurwitz () - Héctor Miguel Bautista López () - Michoacán - Marko Antonio Cortés Mendoza () - Jesús Garibay García () - Silvano Aureoles Conejo () - Morelos - Adrián Rivera Pérez () - Sergio Álvarez Mata () - Graco Ramírez Garrido Abreu () - Nayarit - Javier Castellón Fonseca () | - Nuevo León - Fernando Elizondo Barragán () - Blanca Judith Díaz Delgado () - Eloy Cantú Segovia () - Oaxaca - Adolfo Toledo Infanzón () - Armando Contreras Castillo () - Ericel Gómez Nucamendi (CON) - Puebla - Marco Humberto Aguilar Coronado () - Melquiades Morales Flores () - María del Rosario Leticia Jasso Valencia Ind. - Querétaro - Guillermo Enrique Marcos Tamborrel Suárez () - Eduardo Tomás Nava Bolaños () - María del Socorro García Quiroz () - Quintana Roo - Pedro Joaquín Coldwell () - José Luis Máximo García Zalvidea () - Ludivina Menchaca Castellanos (PVEM) - San Luis Potosí - José Alejandro Zapata Perogordo () - Carlos Jiménez Macías () - Eugenio Guadalupe Govea Arcos (CON) - Sinaloa - María Serrano Serrano () - Francisco Labastida Ochoa () - Margarita Villaescusa Rojo () - Sonora - Emma Lucía Larios Gaxiola () - Javier Castelo Parada () - Alfonso Elías Serrano () - Tabasco - Francisco Herrera León () - Arturo Núñez Jiménez () - Rosalinda López Hernández () | - Tamaulipas - José Julián Sacramento Garza () - Lázara Nelly González Aguilar () - Amira Griselda Gómez Tueme () - Tlaxcala - Minerva Hernández Ramos () - Alfonso Abraham Sánchez Anaya () - Rosalía Peredo Aguilar Ind. - Veracruz - Juan Bueno Torio () - Arturo Herviz Reyes () - Dante Delgado (CON) - Yucatán - María Beatriz Zavala Peniche () - Alfredo Rodríguez y Pacheco () - Renán Cleominio Zoreda Novelo () - Zacatecas - José Isabel Trejo Reyes () - Tomás Torres Mercado () - Antonio Mejía Haro () |